# Alcalosis
La alcalosis (o alcalemia) es un término clínico que indica un trastorno hidroelectrolítico en el que hay un aumento en la alcalinidad (o basicidad) de los fluidos corporales, es decir, un exceso de base (álcali) en los líquidos corporales. Esta condición es la opuesta a la producida por exceso de ácido (acidosis). Se puede originar por diferentes causas.
El mecanismo subyacente consiste en la acumulación de bases o pérdida de ácidos sin una pérdida equivalente de bases en los líquidos del organismo, lo que provoca una reducción en la concentración de iones hidrógeno en el plasma sanguíneo arterial. Generalmente se utiliza este término en aquellos casos en que el pH arterial es mayor a 7,45.
La disminución en el nivel de dióxido de carbono o el aumento del nivel de bicarbonato son las causas directas de este fenómeno, siendo los pulmones y los riñones los que regulan el equilibrio ácido-base del cuerpo.

## Alcalosis respiratoria
La alcalosis respiratoria se debe a una ventilación excesiva de los pulmones. Se produce también cuando una persona asciende a altitudes elevadas. El bajo contenido de oxígeno del aire estimula la respiración, lo que hace que se pierda demasiado CO2 y aparezca una alcalosis respiratoria leve. El riñón trata de compensar esa alcalosis con un aumento en la reabsorción de ácido carbónico.

## Alcalosis metabólica
La alcalosis metabólica es ocasionada por un exceso de bicarbonato en la sangre.
- La alcalosis hipoclorémica (baja concentración del ion cloro en el plasma sanguíneo) es aquella causada por una deficiencia o pérdida extrema de cloruro (que puede ser debido a vómitos persistentes). En esos casos, los riñones compensan la pérdida de cloruros mediante la conservación de bicarbonato.
- La alcalosis hipopotasemica se debe a la reacción del riñón a una deficiencia o pérdida extrema de potasio que puede ser provocada por el uso de algunos medicamentos diuréticos.
- La alcalosis compensada se presenta cuando el cuerpo ha compensado parcialmente la alcalosis, alcanzando el equilibrio normal ácido/básico, aun cuando los niveles de bicarbonato y dióxido de carbono permanezcan anormales en términos absolutos. Y cuando hay problemas gastrointestinales la alcalosis es nula.

## Causas
Algunas causas de la alcalosis metabólica son:
- Administración de diuréticos.
- Exceso de aldosterona.
- Ingesta de fármacos alcalinos. Un ejemplo es el bicarbonato de sodio usado en úlceras y gastritis.
- Vómitos del contenido gástrico, con la consiguiente pérdida de HCl que es secretado en la mucosa gástrica. Es frecuente en recién nacidos que presentan obstrucción pilórica.
- Síndrome de Cushing
- Síndrome de Bartter

Algunas causas de la alcalosis respiratoria son:
- Hipoxia aguda (neumonía, asma, edema pulmonar) o crónica (fibrosis pulmonar, cardiopatías o a grandes alturas)
- Estimulación del centro respiratorio
- Ejercicio
- Cirrosis hepática
- Embarazo
- Infecciones

## Síntomas
Pueden presentarse cuadros de confusión, con mareos, náuseas y vómitos, a menudo acompañados de temblores, espasmos musculares (tetania), y entumecimiento en la cara o las extremidades.

## Diagnóstico
Los datos clínicos utilizados para el diagnóstico de la alcalosis metabólica incluyen los niveles plasmáticos de bicarbonato y de potasio, la concentración de cloruro en orina y la presión parcial de dióxido de carbono (pCO2).

## Tratamiento
El tratamiento de la alcalosis depende de la causa específica. Para corregir las pérdidas químicas se pueden necesitar medicamentos, siendo necesario controlar los signos vitales (temperatura, pulso, frecuencia respiratoria y presión sanguínea). Se puede administrar cloruro de amoníaco por vía oral, transformándose en el hígado la porción amoníaco en urea, reacción que libera ácido clorhídrico (HCl), con lo que se equilibra el pH.
Para la alcalosis respiratoria se debe aumentar el espacio no oxigenado (inhalación de CO2 haciendo respirar al sujeto en una bolsa o funda), tranquilizarlo o con sedación.
La mayoría de los casos de alcalosis responden bien al tratamiento. Normalmente, los individuos con riñones y pulmones sanos no experimentan una alcalosis significativa.